# Molinet
 Molinet  es una población y comuna francesa, situada en la región de Auvernia, departamento de Allier, en el distrito de Moulins y cantón de Dompierre-sur-Besbre.

## Demografía
| 1062 | 1090 | 1179 | 1147 | 1264 | 1159 |
| Para los censos de 1962 a 1999 la población legal corresponde a la población sin duplicidades (Fuente: INSEE [Consultar]) |      |      |      |      |      |